# Tirà cardenal vermell
El tirà cardenal vermell (Pyrocephalus obscurus) és un ocell de la família dels tirànids (Tyrannidae).

## Hàbitat i distribució
Habita matolls i sabanes del sud i sud-oest dels Estats Units, Mèxic, Amèrica Central, nord-est i oest de Colòmbia, Veneçuela, Guyana, nord del Brasil, Perú, Equador occidental, i nord de Xile.

## Taxonomia
Aquesta espècie ha estat formada amb un grup de subespècies que eren ubicades a Pyrocephalus rubinus i que han estat separades arran treballs com ara Carmi et al. 2016.